# Peter Pichler
Peter Pichler (ur. 20 listopada 1970) – włoski snowboardzista. Jego najlepszym wynikiem na mistrzostwach świata jest 5. miejsce w slalomie na mistrzostwach świata w San Candido. Nie startował na igrzyskach olimpijskich. Najlepsze wyniki w Pucharze Świata osiągnął w sezonie 1995/1996, kiedy to zajął 14. miejsce w klasyfikacji generalnej, a w klasyfikacji slalomu był pierwszy. Rok wcześniej również triumfował w klasyfikacji slalomu.
W 1998 r. zakończył karierę.

## Sukcesy

### Mistrzostwa Świata
| Miejsce | Dzień       | Rok  | Miejscowość | Konkurencja       | Zwycięzca         |
| ------- | ----------- | ---- | ----------- | ----------------- | ----------------- |
| 11.     | 28 stycznia | 1996 | Lienz       | Slalom równoległy | Ivo Rudiferia     |
| 12.     | 22 stycznia | 1997 | San Candido | Gigant            | Thomas Prugger    |
| 5.      | 23 stycznia | 1997 | San Candido | Slalom            | Bernd Kroschewski |
| 11.     | 23 stycznia | 1997 | San Candido | Slalom równoległy | Mike Jacoby       |

### Puchar Świata

#### Miejsca w klasyfikacji generalnej
- 1994/1995 - -
- 1995/1996 - 6.
- 1996/1997 - 41.
- 1997/1998 - 57.

#### Miejsca na podium
1. San Candido – 22 stycznia 1995 (slalom) - 3. miejsce
2. Breckenridge – 15 lutego 1995 (slalom) - 3. miejsce
3. Calgary – 24 lutego 1995 (slalom) - 3. miejsce
4. Altenmarkt – 3 grudnia 1995 (slalom równoległy) - 3. miejsce
5. La Bresse – 13 stycznia 1996 (slalom równoległy) - 2. miejsce
6. San Candido – 20 stycznia 1996 (slalom) - 2. miejsce
7. Mount Bachelor – 15 marca 1996 (slalom) - 2. miejsce
8. Mount Bachelor – 16 marca 1996 (slalom równoległy) - 2. miejsce
9. Tignes – 28 listopada 1996 (slalom równoległy) - 2. miejsce

W sumie 5 drugich i 4 trzecie miejsca.